# Българско училище „Пробуда“ (Гандия)
Българското училище „Пробуда“ е училище на българската общност в град Гандия, автономна област Валенсия, Испания. Създадено е през 2012 г. Предлага занимания с децата от първи до осми клас, както и предучилищна група. Към 2021 г. директор на училището е Ирена Катъкова.
Към учебната 2013 – 2014 г. получава финансиране по програмата на Министерството на образованието и науката на България – „Роден език и култура зад граница“ със сумата от 31 396 лв. Към този момент в училището се обучават за 157 деца.